# Église de la Madeleine-en-la-Cité
L'église de la Madeleine-en-la-Cité est une ancienne église de Paris située dans l'Île de la Cité.

## Situation
Le portail principal de l'église de la Madeleine-en-la-Cité était située au no 5 de la rue de la Juiverie. Elle s'étendait au nord jusqu'à la rue des Marmousets. Son chevet donnait sur la rue de la Licorne où un portail permettait un accès secondaire.

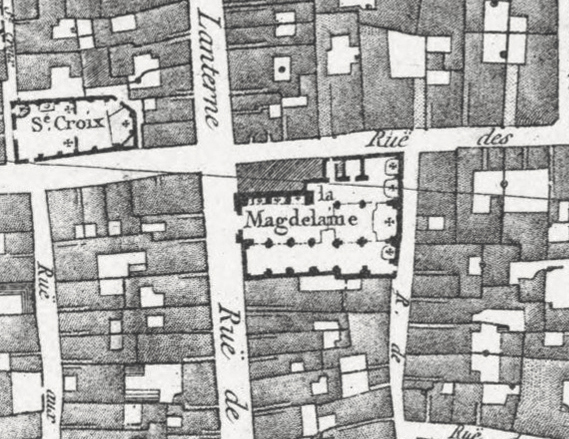
plan du quartier.

## Historique
L'église est placée sous le vocable de Marie-Madeleine, c'est pourquoi on la trouve également sous le nom de église Sainte-Marie-Madeleine-en-la-Cité.
C'est à l'origine une synagogue construite au IXe siècle, qui mesure 31 mètres de long et 8 mètres de large. Après l'expulsion des juifs du royaume de France en 1182, et la confiscation de leurs biens, par Philippe Auguste, Maurice de Sully, évêque de Paris transforme, en 1183, la synagogue en église qui est érigée en paroisse. C'est la dernière créée dans l'Île de la Cité entre celles de Saint-Martial et de Saint-Pierre aux Bœufs dans le cadre de la réorganisation paroissiale  par Maurice de Sully. 
L'église jouit du titre d'église archi-presbytérale. Elle est le siège de la Grande Confrérie de Notre-Dame aux Seigneurs, Prêtres, Bourgeois et Bourgeoises de Paris. « Cette confrérie est comme la mère de toutes les autres confréries car elle est si ancienne qu'on ne sait point quand elle a commencé ». 
C'est également la plus puissante des confréries. L'évêque de Paris est son abbé et les rois et reines de France en font partie.
La paroisse s'étend sur la rue de la Juiverie et la rue des Marmousets et compte environ 1 500 habitants vers 1300. La paroisse Saint-Symphorien lui est rattachée en 1648, celle de Saint-Christophe en 1747, celle de Sainte-Geneviève des Ardents en 1748. La paroisse occupe alors la partie centrale de l'île de la Cité entre les deux bras de la Seine. Pour faire face à la montée du nombre de paroissiens, une rangée de quatre chapelles est construite au sud de la nef.
En 1790, l'église de la Madeleine en la Cité est le siège de l'une des 52 paroisses urbaines du diocèse de Paris. Son curé depuis 1764, l'abbé Daniel-Pierre Denoux, archiprêtre du diocèse de Paris, protonotaire apostolique, prête le serment constitutionnel avec ses quatre autres confrères, prêtres de cette paroisse.
En février 1791, par une suite de décrets de l'Assemblée Constituante pris sur une proposition de la mairie de Paris, l'église de la Madeleine-en-la-Cité, comme les neuf autres églises de l'ile de la Cité, perd son statut de siège de paroisse au bénéfice de la cathédrale Notre-Dame de Paris.
L'église est vendue comme bien national le 21 août 1793 puis démolie durant la Révolution française. Le passage de la Madeleine est percé vers 1794 à son emplacement,.
L'ensemble de l'îlot est démoli dans le cadre des transformations de Paris sous le Second Empire et une partie de l'actuel Hôtel-Dieu côté rue de Lutèce est bâti sur son emplacement.

## Personnalités
- François d'Agincourt y fut organiste
- Michel Corrette y postula pour la fonction d'organiste
- Louis-Antoine Dornel y fut titulaire des orgues
- Claude Rachel de Montalant, époux de Madeleine Poquelin la fille de Molière, y fut organiste
- Jean-Philippe Rameau y postula pour la fonction d'organiste